# Capnia rara
Capnia rara is een steenvlieg uit de familie Capniidae. De wetenschappelijke naam van de soort is voor het eerst geldig gepubliceerd in 1970 door Zapekina-Dulkeit.